# حمية البروتين
دايت البروتين (PSMF) هو نظام غذائي منخفض السعرات الحرارية يحتوي على البروتينات والسوائل والفيتامينات والمعادن والمكملات الغذائية. يستمر هذا النظام الغذائي لمدة 8 أشهر. في حين أن الأفراد الطبيعيون يستطيعون خسارة وزنهم في كثير من الأحيان، فإنهم كثيرا ما يستعيدونه مرة أخرى بعد ذلك. وقد تم تصميم نظام PSMFs لأول مرة في عام 1970. ولكون الجفاف أحد المخاوف الصحية التي تنتج عن هذا النظام الغذائي فإنه يوصي بتناول السوائل والفيتامينات والمعادن (بوتاسيوم، ماغنسيوم، صوديوم، كالسيوم) إلزاميا والمكملات الغذائية التي يوصي بها تحت إشراف الطبيب . ولأن نظام PSMF يقلل من الحد الأدني للدهون في الجسم؛ فإنه يتسبب في تفاقم مشكلة حصوات المرارة نتيجة للسرعة الكبيرة في خسارة الوزن، لذا يوصي بالحصول علي الحد الأدنى من الدهون بشكل يومي لتجنب هذا العرض. تتكون وجبات PSMF من الأطعمة الغنية طبيعياً بالبروتين الجيد النوعية وخاصة الدهون منخفضة جداً مثل (صدور الدجاج، اللحم البقري الزائد، التونة، بياض البيض، لحم الخنزير، الجبن). تم إنشاء العديد من الحميات المشتقة من PSMF الأصلي مثل ريجيم دوكان، ويتضمن تدريب المقاومة لتقليل أو منع انهيار كتلة الجسم الأصلية، والحد الأدنى من التمارين الهوائية (عادة ما يقتصر على المشي عدة مرات في الأسبوع).